# Vatersay
Vatersay (gael. Bhatarsaigh) – jest to wyspa należąca do szkockich Hebrydów Zewnętrznych. Nazwa wyspy jest również nazwą wsi, która się na niej znajduje. Jej powierzchnia liczy 960 hektarów a najwyższy punkt 190 metrów. Liczba ludności wynosi 94. Wyspa jest połączona groblą zbudowaną w 1991 r. z wyspą Barra.